# دورة هجينة بكفاءة مرتفعة
الدورة الهجينة ذو الكفاءة المرتفعة هي دورة ثيرموديناميكية تحتوي علي أربع اشواط وهي دورة تقوم بجمع بعض من تكوينها من دورات دورة أوتو و دورة ديزل و دورة رانكن و دورة أتكينسون.

## محركات تعمل بالدورة
الجيل الثالث من تصميم محرك كابس الموائع الحالي يمر بمرحلة التطوير هو المحرك الوحيد الحالي الذي تم تصميمه ويعمل بالدورة الهجينة ذات الكفاءة المرتفعة وتُستخدم في محرك فانكل.

## روابط خارجية
- LiquidPiston Inc. The company designing the first HEHC-based engine.
- MIT News article: "Small engine packs a punch" (December 5, 2014)